# Hawker Fury
El Hawker Fury, fue un avión de caza biplano de origen británico, muy empleado por la Real Fuerza Aérea durante los años 30. Originalmente fue denominado Hornet y fue una contrapartida del bombardero ligero Hawker Hart.

## Diseño y desarrollo
El Hawker Fury fue un desarrollo del anterior prototipo de caza Hawker F.20/27, reemplazando el motor radial del mismo por un nuevo motor V12 Rolls-Royce F.XI (más tarde conocido como Rolls-Royce Kestrel), que también era usado por el nuevo bombardero ligero de Hawker, el Hawker Hart. El nuevo prototipo de caza, conocido como Hawker Hornet, voló por primera vez en Brooklands, Surrey, en marzo de 1929. El Hornet era un biplano monomotor, con alas de un solo vano, propulsado inicialmente por un motor Rolls-Royce F.XIC de 313 kW (420 hp) encerrado bajo una suave y pulida capota, pero fue rápidamente remotorizado con un Kestrel IS de 358 kW (480 hp). El prototipo fue evaluado contra el similarmente propulsado Fairey Firefly II, siendo preferido gracias a su mejor manejo y a su estructura totalmente metálica, comparada con la construcción principalmente en madera del Firefly.
El Hornet fue comprado por el Ministerio del Aire al comienzo de 1930, y fue objeto de más pruebas, con una pequeña orden inicial de 21 aviones (que se llamarían Hawker Fury (ya que el Ministerio del Aire quería nombres de cazas que "reflejaran ferocidad")) emitida en 1930. El Fury I realizó su primer vuelo en Brooklands, con el piloto de pruebas jefe George Bulman a los controles, el 25 de marzo de 1931.
El Fury fue el primer avión de caza operativo de la RAF capaz de exceder las 200 mph (322 km/h) en vuelo nivelado. Poseía controles muy sensibles que le proporcionaban soberbias prestaciones acrobáticas. Fue diseñado en parte para la rápida interceptación de bombarderos, y para ello poseía un régimen de ascenso de casi 12,16 m/s (propulsado por un motor Kestrel de 391 kW (525 hp)).
Se construyó un prototipo experimental, el High Speed Fury, para probar características de diseño para el planeado competidor de Hawker en la competición por un caza F.7/30 (el Hawker P.V.3), así como para un desarrollo más general. Aunque que el P.V.3 no tuvo éxito debido al poco fiable motor Rolls-Royce Goshawk de refrigeración evaporativa, muchas de las mejoras probadas en el High Speed Fury fueron incorporadas en el mejorado Fury II, con una estructura refinada y resistencia reducida, propulsado por un motor Kestrel IV de 515 kW (690 hp), que le daba velocidad y régimen de ascenso mejorados.
Sidney Camm diseñó una versión monoplano del Fury en 1933. No fue desarrollada hasta que Rolls-Royce produjo el que se convertiría en su famoso motor Merlin. El diseño fue más tarde revisado según la especificación F5/34 del Ministerio del Aire para convertirse en el prototipo del Hawker Hurricane.

## Historia operacional

### Commonwealth
Un total de 262 Hawker Fury fueron fabricados, de los cuales 22 sirvieron en Persia, 3 en Portugal, al menos 30 en Sudáfrica, 3 en España, y al menos otros 30 en Yugoslavia, mientras que los restantes sirvieron en el Reino Unido.
El Fury Mk I entró en servicio con la RAF en mayo de 1931, reequipando a los efectivos del Escuadrón N.º 43. Pero debido a las limitaciones financieras derivadas de la Gran Depresión, solo un número relativamente pequeño de Hawker fue encargado a la factoría, los suficientes para equipar los Escuadrones N.º 1 y N.º 25. Sin embargo, al mismo tiempo diez escuadrones de caza fueron equipados con el más lento Bristol Bulldog. El Hawker Fury Mk II entró en servicio en 1936-1937, incrementándose hasta seis el número de escuadrones equipados con los Fury. Estos permanecieron en servicio en el Mando de Caza de la RAF hasta enero de 1939, cuando fueron sustituidos primero por los Gloster Gladiator y después por otros modelos, como el Hawker Hurricane. Después de su retirada del servicio, durante cierto tiempo todavía continuaron como aviones de entrenamiento.
Los antiguos Fury procedentes de la RAF todavía fueron empleados en 1941 por la Fuerza Aérea Sudafricana contra las fuerzas italianas en el África Oriental, y, a pesar de su obsolescencia, lograron destruir dos bombarderos Caproni, al igual que otros muchos cazas y bombarderos que se hallaban estacionados en las pistas de los aeródromos.

### España
En 1935, el Gobierno español encargó tres Hawker Fury, con el propósito de producir en España otros 50 aparatos bajo licencia. La variante española tenía un diseño del tren en voladizo con ruedas de muelles internos, similar a la utilizada por el Gloster Gladiator, y estaba equipado con un motor Hispano-Suiza 12Xbrs de 690 hp, alcanzando una velocidad de 377 km/h. Los tres Hawker Spanish Fury fueron enviados desprovistos de armamento a España el 11 de julio de 1936, justo antes del comienzo de la Guerra civil española. En realidad, los tres Hawker estaban destinados a servir como modelo base para su posterior construcción en la factoría Hispano-Suiza de Guadalajara, como sustitución de los obsoletos Nieuport-Delage NiD 52, pero el proyecto quedó paralizado con el inicio de la guerra. Debido al estallido de las hostilidades, fueron inmediatamente puestos en servicio por las Fuerzas Aéreas de la República Española, siendo armados con material procedente de otros aviones. Uno de estos Fury, pilotado por el sargento Félix Urtubi, tuvo que hacer un aterrizaje de emergencia en la zona sublevada, siendo capturado y reparado por los franquistas, aunque estos no lo volvieron a poner en servicio. El sargento Urtubi logró saltar del avión y poco después llegar a la zona republicana. Los republicanos mantuvieron en servicio otro avión durante la Defensa de Madrid hasta que fue derribado en noviembre de 1936. El tercer aparato continuó en servicio con los republicanos hasta mediados de 1938, cuando fue dado de baja por falta de repuestos.

### Yugoslavia
La Real Fuerza Aérea Yugoslava también hizo una compra de varios Fury, que llegaron a entrar en servicio durante la Segunda Guerra Mundial contra las Fuerzas del Eje, durante la Invasión de 1941. El 6 de abril, una escuadrilla de Fury despegó para defenderse de la ofensiva aérea de los Messerschmitt Bf 109 y los Messerschmitt Bf 110. En la consiguiente batalla, 10 Fury fueron derribados, prácticamente casi toda la escuadrilla. A pesar de algunas acciones aisladas, el resto de los Hawker yugoslavos fueron destruidos antes de que fuera firmada la rendición de las fuerzas armadas yugoslavas el 15 de abril.

## Variantes

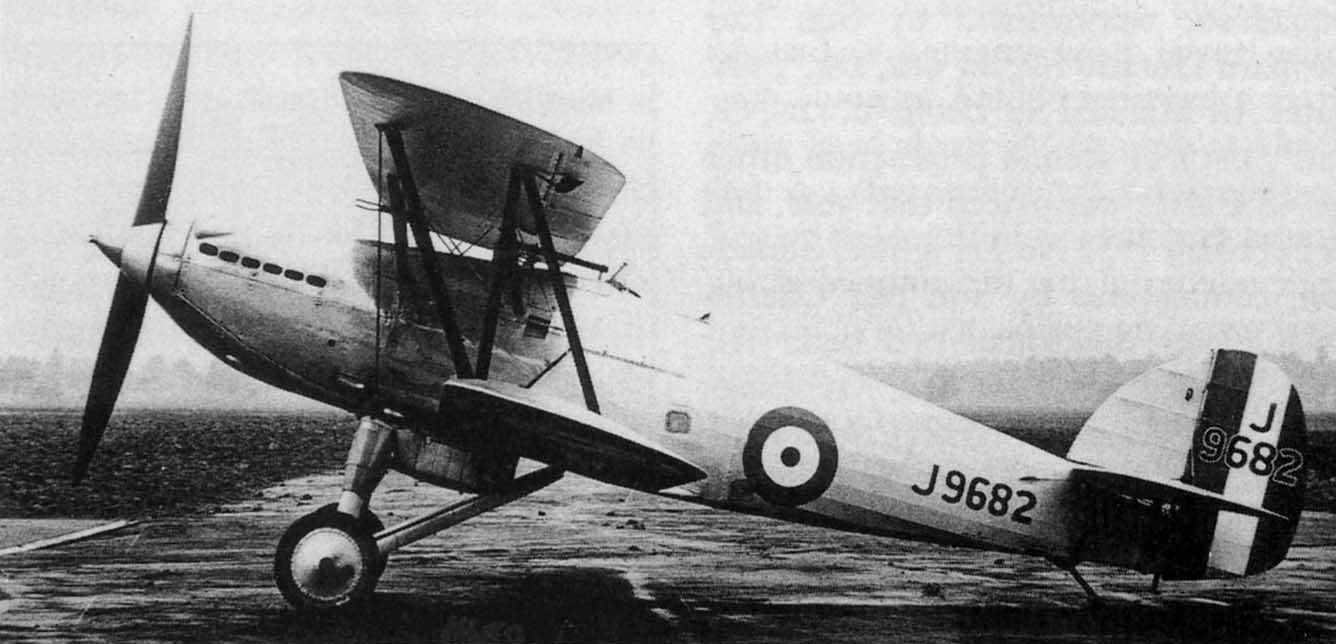
Hawker Hornet (prototipo del Fury).

Hawker Hornet
Prototipo de caza monoplaza. Propulsado por un Rolls Royce F.XIA y más tarde por un F.XIS de 358 kW (480 hp). Solo uno construido. Este avión era ligeramente más pequeño y ligero que el Fury y Hawker lo consideró un modelo separado.
Fury Mk I
Versión de caza monoplaza, propulsada por un motor Rolls Royce Kestrel IIS de 391 kW (525 hp).
Fury Series 1A
Caza monoplaza para Yugoslavia, similar al Fury Mk I y propulsado por un motor Kestrel IIS. Seis ejemplares construidos por Hawker. Uno más entregado, equipado con un motor Hispano-Suiza 12 NB de 373 kW (500 hp), con prestaciones más pobres, fue remotorizado con un Kestrel, mientras que un segundo ejemplar fue usado más tarde en pruebas con un motor Lorraine Petrel HFrs de 537 kW (720 hp).
Intermediate Fury
Avión de pruebas y ensayos, usado como prototipo; uno construido, matrícula civil británica G-ABSE.
High Speed Fury
Aventura privada. Avión monoplaza de pruebas y ensayos de alta velocidad, usado como prototipo, que fue desarrollado en el Fury Mk II; uno construido.
Fury Mk II
Versión de caza monoplaza, propulsada por un motor Rolls Royce Kestrel VI de 477 kW (640 hp). Primer vuelo el 3 de diciembre de 1936. Total, 112 construidos.
Yugoslav Fury
Caza monoplaza revisado para Yugoslavia, propulsado por un motor Kestrel XVI de 556 kW (745 hp), y equipado con radiador de baja resistencia y tren cantilever Dowty con ruedas de muelles internos. Provisión para dos ametralladoras adicionales bajo el ala. Diez aparatos fabricados por Hawker, entregados en 1936-37, con 40 más construidos bajo licencia en Yugoslavia por Ikarus (24) y Zmaj (16).
Persian Fury
Caza monoplaza para Persia (actualmente Irán). 16 aviones propulsados por un motor radial Pratt & Whitney Hornet S2B1g, moviendo una hélice tripala, ordenados en enero de 1933. Seis aviones más propulsados por un motor radial Bristol Mercury VISP de 410 kW (550 hp), equipados con hélice bipala, ordenados en mayo de 1934, con varios Fury remotorizados con el Hornet.
Norwegian Fury
Un avión de pruebas, equipado con un motor radial Armstrong-Siddeley Panther IIIA de 395 kW (530 hp); uno construido para Noruega.
Portuguese Fury
Versión modificada del Fury Mk.I, tres aviones equipados con un motor Rolls-Royce Kestrel II; tres construidos para Portugal.
Spanish Fury
Versión mejorada del Fury Mk.I, tres aviones equipados con un motor Hispano-Suiza 12Xbrs; tres construidos para España.

## Operadores
República Española

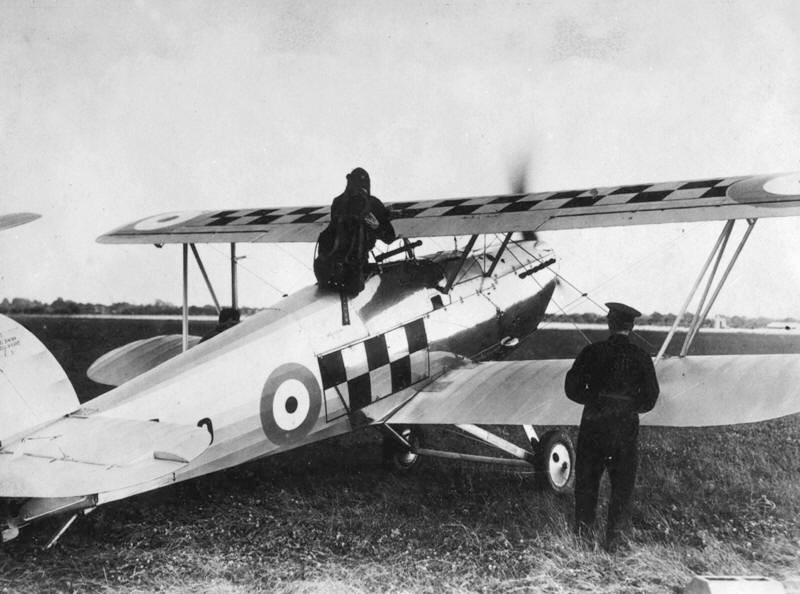
Un Hawker "Fury" del 43.º Escuadrón de la RAF.

- Fuerzas Aéreas de la República Española

 España
- Ejército del Aire de España

 Persia
- Fuerza Aérea Imperia Persa

 Noruega
- Servicio Aéreo del Ejército Noruego

 Portugal
- Fuerza Aérea Portuguesa

 Reino Unido
- Real Fuerza Aérea

 Sudáfrica
- Fuerza Aérea Sudafricana

 Reino de Yugoslavia
- Real Fuerza Aérea Yugoslava

## Especificaciones (Fury Mk II)
Referencia datos: Mason, Francis K. (1992); The British Fighter since 1912, pág. 217

### Características generales
- Tripulación: Uno (piloto)
- Longitud: 8,2 m (26,7 ft)
- Envergadura: 9,1 m (30 ft)
- Altura: 3,1 m (10,2 ft)
- Superficie alar: 23,2 m² (249,7 ft²)
- Peso vacío: 1240 kg (2733 lb)
- Peso máximo al despegue: 1637 kg (3607,9 lb)
- Planta motriz: 1× motor lineal V12 refrigerado por agua Rolls-Royce Kestrel IV.
  - Potencia: 480 kW (662 HP; 653 CV)

### Rendimiento
- Velocidad máxima operativa (Vno): 360 km/h (224 MPH; 194 kt)
- Alcance: 435 km (235 nmi; 270 mi)
- Techo de vuelo: 8990 m (29 495 ft)

### Armamento
- Ametralladoras: 

  - 2x Vickers Mk IV de 7,70 mm con 600 dpa

## Aeronaves relacionadas

### Desarrollos relacionados
- Hawker Hart

### Aeronaves similares
- Arado Ar 68
- Avia B-534
- Blériot-SPAD S.510
- Fiat CR.32
- Kawasaki Ki-10

### Secuencias de designación
- Secuencia Numérica (Aeronaves del Ejército del Aire español, 1939-1945): ← 2 - 2W - 3 - 4W - 5 - 5W - 6 →
- Secuencia C._ (Aeronaves de Caza del Ejército del Aire español, 1945-1954): C.1 - C.2 - C.3 - C.4 - C.5 →